# 틴에이지 팬클럽
틴에이지 팬클럽(Teenage Fanclub)은 스코틀랜드의 얼터너티브 록 밴드로 1989년 글래스고 근처의 벨쉴에서 결성되었다. 결성 멤버는 노만 블레이크(보컬, 기타), 레이몬드 맥긴리(보컬, 리드 기타), 제라드 러브(보컬, 베이스)로 세 명 모두 리드 보컬과 작곡을 담당했다. 2018년 제라드 러브가 밴드를 떠나면서 2019년 이들은 블레이크, 맥긴리에 프랜시스 맥도널드(드럼, 보컬)와 데이브 맥고완(베이스, 보컬), 유로스 차일드(키보드, 보컬)로 구성되었다.
공연을 할 때면 각자가 작곡한 곡들에 공평하게 시간이 분배되도록 한다. 종종 얼터너티브 록으로 소개되기는 하지만 이들의 아주 폭넓은 다양한 음악 스타일을 갖고 있다.

## 역사
틴에이지 팬클럽은 글래스고의 C86을 배경으로 나타났다. 레이몬드 맥킨리와 노만 블레이크, 프렌시스 맥도널드가 있던 밴드 "보이 헤어드레서 (The Boy Hairdressers)"가 해산하면서 1989년 벨쉴에서 결성되었다. 이후 잠시 동안 블레이크는 BMX 밴디츠라는 밴드에 속해 있다가 이들 셋은 제라드 러브와 함께 틴에이지 팬클럽을 결성하게 된다.
원래는 시끄럽고 혼란스런 음악을 하는 밴드였는데, 1990년 페이퍼하우스 레이블을 통해 발매한 첫 앨범인 《A Catholic Education》은 아마도 <Everything Flows> 한 곡을 제외하고는 이들의 나중 스타일과는 매우 달랐다. 대부분의 곡들을 블레이크와 맥긴리가 썼는데 이 음반에는 이전 밴드였던 보이 헤어드레서를 위해 만든 곡들도 포함되어 있었다. 드럼 파트를 녹음한 이후 맥도날드는 밴드를 떠나 잠시 중단했던 대학으로 돌아갔다. 맥도날드가 녹음한 드럼 파트가 맘에 들지 않았던 이들은 대신 브렌단 오헤어를 섭외하여 몇 곡의 드럼 파트를 재녹음했는데 여기에는 오헤어를 밴드로 영입하고자 하는 목적도 있었다.
틴에이지 팬클럽은 후속으로 EP 《God Knows It's True》를 발매하고는 크리에이션 레코드로 레이블을 옮겼다. 이후 나온 앨범 《The King》은 하루 동안에 녹음했는데 절반쯤은 즉흥적으로 연주한 곡들로 이루어져 있었다. 원래는 한정판으로 소량만을 발매할 계획이었는데 자조섞인 엉망진창의 기타 연주와 마돈나의 곡 <Like a Virgin> 커버 곡이 평론가들로부터 좋은 리뷰를 받게 되었다.
다음으로 발매된 앨범 《Bandwagonesque》는 영국에서는 크레이에션 레코드를 통해, 미국에서는 게펜을 통해 나와 틴에이지 팬클럽에게 상업적 성공을 가져다 주었다.  《Bandwagonesque》 앨범은 좀 더 짜여진 구성과 귀에 쏙 들어오는 후렴구, 절제된 기타 연주, 보컬 하모니 등으로 발전된 모습을 보였다. 이 앨범은 스핀 매거진의 1991년 연말 투표에서 베스트 앨범으로 선정되었는데 당시 너바나의 《Nevermind》, 마이 블러디 발렌타인의 《Loveless》, R.E.M.의 《Out of Time》을 제치고 이뤄낸 쾌거였다.
후속 앨범인 《Thirteen》에 대해 평단은 엇갈린 반응을 보였다. 이 시기에 브렌단 오헤어는 "음악적 차이"를 이유로 밴드를 떠났고 수프 드래곤스에 있던 폴 퀸으로 대체되었다.
틴에이지 팬클럽의 다섯 번째 앨범인 《Grand Prix》는 음악적인 면과 상업적인 면에 있어 모두 성공을 거두었고 영국에서 이들의 첫 번째 톱 10 앨범이 되었다. 하지만 미국에서는 이전 앨범인 《Thirteen》으로 잃어버린 인기를 되찾지 못했다. 이 시기 같은 레이블 소속이었던 밴드 오아시스의 리암 갤라거는 이들에 대해 "세계 두 번째 베스트 밴드"라고 했다 (물론 첫 번째는 오아시스라는 얘기).
《Grand Prix》 후속 앨범인 《Songs from Northern Britain》은 이전 앨범의 성공을 이어갔는데 영국에서 틴에이지 팬클럽 앨범 중 가장 높은 순위까지 올랐고 싱글 <Ain't That Enough>는 현재까지 이들의 가장 큰 히트곡이다.
크리에이션 레이블이 문을 닫으면서 콜럼비아 레코드를 통해 영국에서 발매된 다음 앨범 《Howdy!》는 이전 앨범의 사운드를 계속 유지했다. 퀸이 떠나고 프렌시스 맥도날드가 다시 드러머로 돌아왔다. 퀸은 《Howdy!》 앨범의 드럼 파트를 녹음하고는 발매되기 전에 가족에 더 신경을 쓰고자 밴드를 떠났고 이후 프라이머리 5를 조직한다.
2002년 이들은 해프 재패니스의 자드 페어와 함께 작업한 앨범 《Words of Wisdom and Hope》를 발매했다.
소니 레이블에서 발매한 마지막 앨범인 《Four Thousand Seven Hundred and Sixty-Six Seconds – A Short Cut to Teenage Fanclub》은 이전에 발표했던 히트곡들과 함께 신곡 세 개가 포함되었다 (각 멤버 당 하나씩).
이후 2004년 시카고에서 녹음하고 톨터스의 존 맥킨타이어가 제작한 앨범 《Man-Made》는 자체 레이블인 페마를 통해 발매되었다.
2006년 틴에이지 팬클럽은 1991년 앨범인 《Bandwagonesque》 전곡을 연주하는 두 차례의 특별공연을 런던과 글래스고우에서 가졌다.
2008년 8월 아홉 번째의 앨범 작업을 시작하며 노포크의 리더스 팜 녹음 스튜디오에 3주간 일정을 잡았다. 《Shadows》라는 제목의 이 앨범에는 키보드 연주자인 데이브 맥고완이 처음으로 정규 멤버로 합류했고 자체 레이블인 페마를 통해 2010년 5월 31일 유럽과 호주, 일본에 발매되었고 6월 8일에 머지 레코드를 통해 북미에 출시되었다.
2015년 5월 틴에이지 팬클럽은 푸 파이터의 올드 트래포드 크리켓 그라운드 긱 공연에 참여했다.
열 번째 앨범 《Here》가 2016년 9월 9일 발매되었다.
틴에이지 팬클럽의 초창기 시절이 담긴 다큐멘터리 <틴에이지 슈퍼스타>가 2017년 출시되었다.
2018년 8월 크리에이션 레코드를 통해 발매했던 다섯 개의 앨범을 애비 로드 스튜디오에서 리마스터한 새로운 버젼을 발매했다. 리이슈를 기념하며 10월 말에서 11월 중순에 걸쳐 영국의 네 개 도시인 글래스고우, 맨체스터, 브리밍햄, 런던에서 "Songs from Teenage Fanclub: The Creation Records Years"라는 공연을 가졌다. 공연마다 서로 다른 시기의 크리에이션 음반들을 연주했고 이전 드러머였던 브랜단 오헤어와 폴 퀸도 참여하여 자신들이 녹음에 참여했던 곡들을 연주했다.  이 투어를 마지막으로 제라드 러브는 이후 투어 계획 등에 대한 의견 차이로 밴드를 떠났는데 나중에 알려진 바에 의하면 세계 투어를 위해 자주 여행을 해야 하는 것이 부담이 되었었다고 한다.
제라드 러브가 떠난 이후 키보드와 보컬에 유로스 차일드가 영입되었고 데이브 맥고완이 베이스로 자리를 이동했고 이 라인업으로 새로운 앨범 《Endless Arcade》 녹음 작업을 2019년 초와 말에 진행했다. 2020년 10월에 발매하고 11월과 12월에 영국과 유럽 투어를 벌일 예정이었으나 코로나 19 펜더믹으로 인해 2021년 4월과 5월로 미뤄졌고 앨범 발매는 2021년 3월로 조정되었다. 결국 앨범은 2021년 4월에 발매되었고 투어는 2021년 9월과 2022년 4-5월로 미뤄졌다.

## 개인 프로젝트
노먼 블레이크는 유로스 차일드와 2인조 밴드 "자니(Johnny)"를 결성했다. 2012년 블레이크는 조 퍼니스, 마이크 벨리츠키와 함께 캐나다에서 수퍼그룹 "더 뉴 멘디칸츠(The New Mendicants)"로 활동하기도 했다.
레이몬드 맥긴리는 데이브 맥고완의 포크 그룹 "스노우구스(Snowgoose)"에 합류했고 데뷔 앨범 《Harmony Springs》가 2012년 발매되었다.
자니의 2011년 데뷔 앨범에서 베이스를 연주한 데이브 맥고완은 "벨 앤 세바스찬(Belle and Sebastian)"의 투어 베이스로 활동하다가 이들의 2015년 앨범 《Girls in Peacetime Want to Dance》에도 참여했다. 그리고 2018년 11월 3일에 아예 공식 멤버로 밴드에 조인했다.
제라드 러브는 라이트쉽스(Lightships)라는 프로젝트명으로 2012년 솔로 앨범 《Electric Cables》를 냈다. 이 앨범에는 데이브 맥고완과 이전 틴에이지 팬클럽 드러머였던 브렌단 오헤어가 참여했다.
프랜시스 맥도날드는 2015년 미니멀리즘 클래식 앨범 《Music For String Quartet, Piano & Celeste》를 발표했다. 이 앨범에서 맥도날드는 피아노와 첼레스타를 연주했고 현악기는 스카티시 앙상블이 함께 했다.

## 음악 스타일과 영향
틴에이지 팬클럽의 사운드는 비치 보이스, 버즈, 그리고 이들을 계승한 70년대의 빅 스타 같은 밴드들을 연상시킨다. 빅 스타와 오렌지 주스에서 영향을 받았는데 오렌지 주스의 곡 <Rip It Up>을 에드윈 콜린스와 함께 연주하기도 했으며 2010년 12월 ATP 보울리 2 뮤직 페스티벌에서는 에드윈 콜린스의 백밴드로 나왔다.
틴에이지 팬클럽은 커트 코베인의 인터뷰들 중에 자주 언급되며 코베인은 그들을 "세계 최고의 밴드"라고 했다. 줄리아나 햇필드는 2012년 앨범에서 이들의 곡 <Cells>를 리메이크 했다.

## 구성원

### 현재 멤버
노먼 블레이크 (Norman Blake) – 보컬, 기타 (1989년–현재)

레이몬드 맥긴리 (Raymond McGinley) – 보컬, 기타 (1989년–현재)

프랜시스 맥도날드 (Francis Macdonald) – 드럼, 보컬 (1989, 2000년–현재)

데이브 맥고완 (Dave McGowan) – 키보드, 기타 (2004–2018년); 베이스, 보컬 (2019년–현재)

유로스 차일드 (Euros Childs) – 키보드, 보컬 (2019년–현재)

### 이전 멤버
제라드 러브 (Gerard Love) – 보컬, 베이스 (1989–2018년)

브렌단 오헤어 (Brendan O'Hare) – 드럼, 보컬 (1989–1994년, 2018년 라이브 공연 참여)

폴 퀸 (Paul Quinn) – 드럼 (1994–2000년, 2018년 라이브 공연 참여)

핀레이 맥도날드 (Finlay Macdonald) – 키보드, 기타, 보컬, 베이스, 드럼, 드럼 프로그래밍 (1997–2001년)

## 음반 목록

### 정규 음반
《A Catholic Education》 (1990년)

《The King》 (1991년) 영국 53위

《Bandwagonesque》 (1991년) 영국 22위, 미국 137위

《Thirteen》 (1993년) 영국 14위

《Grand Prix》 (1995년) 영국 7위, 일본 68위, 호주 57위

《Songs from Northern Britain》 (1997년) 영국 3위, 호주 70위

《Howdy!》 (2000년) 영국 33위

《Words of Wisdom and Hope》 (2002년) [with Jad Fair]

《Man-Made》 (2005년) 영국 34위

《Shadows》 (2010년) 영국 30위

《Here》 (2016년) 영국 10위

《Endless Arcade》 (2021년)

### 컴필레이션 음반
《Deep Fried Fanclub》 (1995년) (B-사이드 컴필레이션)

《Four Thousand Seven Hundred and Sixty-Six Seconds – A Short Cut to Teenage Fanclub》 (2003년) 영국 47위

《Ruby Trax – The NME's Roaring Forty》 (1992년)

《DGC Rarities Vol. 1》 (1994년)